# Кастелучо-Параторе
Кастелучо-Параторе је насеље у Италији у округу Катанија, региону Сицилија.
Према процени из 2011. у насељу је живело 2 становника. Насеље се налази на надморској висини од 1073 м.